# Хартія 77
Хартія 77 (чеськ. Charta 77) — програмний документ, який став підґрунтям для заснування чехословацької неофіційної громадянської ініціативи, яка критикувала політичну та державну владу за порушення особистих і громадянських прав та спонукала до дотримання Чехословаччиною підписаного Заключного акту Наради з безпеки і співробітництва в Європі (НБСЄ) в Гельсінкі. Хартія існувала з 1977 по 1992 рік. 